# Michel Bampély
Michel Bampély (geboren als Michel Obouronanga op 8 oktober 1974), is een Franse artiest, socioloog, dichter en docent, bekend onder het pseudoniem Saint-Michel. Actief sinds 1999, werkt hij op het snijvlak van academisch onderzoek, muziek en poëzie.

## Biografie

### Opgroei en opleiding
Bampély is van Congolese afkomst en kleinzoon van Michel Mongali, Congolese politicus en minister van Jeugd en Sport in de jaren zestig. Zijn oom, Maxime Mongali, was een invloedrijke componist van Congolese rumba.
Hij groeide op in Parijs waar hij kennismaakte met de hiphopcultuur. Hij studeerde moderne literatuur en sociologie en behaalde een doctoraat aan de École des hautes études en sciences sociales (EHESS) onder leiding van socioloog Jean-Louis Fabiani.

### Artistieke carrière
Onder de naam Saint-Michel richtte Bampély eind jaren 90 de groep La Troupe op. In 2000 bracht hij het album La fête des fous uit. In 2011 volgde Les Rillettes du Mans, een mix van slam en Franse chanson als eerbetoon aan zijn adoptieplaats.
In 2023 bracht hij Grand Enfant (Afro-Jazz Vol.1) uit, een Afrikaanse jazzproductie via Universal Music Africa.

### Academische en sociale betrokkenheid
Naast zijn artistieke carrière is Bampély docent Franse literatuur en leidt hij schrijfworkshops. Zijn onderzoek richt zich op stedelijke culturen en culturele industrieën. Hij nam deel aan academische conferenties en publiceerde essays over hiphop en sociale theorie.
In 2024 ondertekende hij samen met meer dan 4.000 wetenschappers een oproep tegen de gevaren van extreemrechts voor de academische vrijheid.

### Privéleven
In 2022 trouwde Bampély met dichteres en multidisciplinaire artieste Mademoiselle Éférie. Samen hebben ze twee kinderen en werken ze samen aan artistieke projecten zoals het nummer Le Bal Blomet.

## Discografie
- La fête des fous (2000)
- Les Rillettes du Mans (2011)
- Grand Enfant (Afro-Jazz Vol.1) (2023)
- Les Infinis (Soul Jazz Poetry) (2025)

## Voetnoten
1. 1 2  Michel Bampély. EHESS (21 februari 2017). Geraadpleegd op 21 augustus 2024.
2. ↑  Saint-Michel: Musique afro-jazz et héritage congolais. Afrik.com (19 december 2023). Geraadpleegd op 19 december 2023.
3. ↑  Michel Bampély, artiste et sociologue. Regards protestants (9 oktober 2019). Geraadpleegd op 19 oktober 2019.
4. ↑  Discografie van La Troupe, 2000.
5. ↑  Musique : Entre jazz et poésie, Saint-Michel réédite son album «Les rillettes du Mans». L’Horizon Africain (24 januari 2025). Geraadpleegd op 24 januari 2025.
6. ↑  Musique : L’artiste Saint-Michel sort un nouvel album «Grand Enfant» avec cinq titres. L’Horizon Africain (1 februari 2025). Geraadpleegd op 24 januari 2025.
7. ↑  Nous, scientifiques, appelons à la mobilisation contre l’extrême droite. Le Nouvel Observateur (25 juni 2024). Geraadpleegd op 9 juli 2024.
8. ↑  Scientifiques en rébellion : Nous appelons à une mobilisation contre l’extrême droite. Geraadpleegd op 9 juli 2024.
9. ↑  Dominique Linguendze, Saint-Michel : le jazz, l’amour et l’Afrique. Africultures (2 oktober 2023). Geraadpleegd op 1 januari 2025.